# Prionyx binghami
Prionyx binghami är en biart som beskrevs av Jha och Farooqi 1996. Prionyx binghami ingår i släktet Prionyx och familjen grävsteklar. Inga underarter finns listade i Catalogue of Life.